# Swyers Point
Swyers Point är en udde i Antarktis. Den ligger i Östantarktis. Nya Zeeland gör anspråk på området.
Terrängen inåt land är platt västerut, men österut är den kuperad. Trakten är obefolkad. Det finns inga samhällen i närheten.